# Dolmen de San Silvestro
Le dolmen de San Sivestro est un monument mégalithique préhistorique, datant de l'âge du bronze, entre 2300 et 1750 av. J.-C. Il se situe sur le territoire de Giovinazzo, Ville métropolitaine de Bari dans les Pouilles.

## Historique
Le dolmen a été découvert par hasard en 1961 lorsqu'un bulldozer a sectionné le monument funéraire en son milieu en tentant d'enlever quelques décombres. Il s'agit d'un bel exemple de l'architecture mégalithique du deuxième millénaire av. J.-C. dans le sud de l'Italie.
À l'origine, le tumulus circulaire était entouré de murs en pierres sèches, d'environ 40 m de diamètre et 10 m de hauteur en forme de tholos. Comme d'autres systèmes de ce type, il remonte à l'âge du bronze. Il a probablement été construit par une communauté qui vivait sur le petit promontoire sur lequel se dresse la ville de Giovinazzo.
À l'intérieur du tertre se trouve un long tunnel orienté du nord au sud, constitué de dalles et de maçonnerie, recouvert de grandes dalles. À son extrémité sud se trouve une grande chambre circulaire à parois sèches en forme de tholos. Du côté nord, la chambre, haute d'environ  0,5 m, est remplie de pierres. Les restes de 13 personnes avec des objets funéraires de différentes cultures y ont été retrouvés, ce qui suggère que le dolmen a probablement été utilisé de manière continue au fil du temps.
Contrairement aux complexes mégalithiques similaires de Bisceglie, le dolmen de San Silvestro est encore peu connu 50 ans après sa découverte et sa restauration.